# Seiano (Vico Equense)
Seiano è una frazione di Vico Equense posta sulla sommità del Rivo d'Anaro, a circa due chilometri dal capoluogo comunale.

## Storia
Fin dall'epoca romana, Seiano è stata scelta come meta di soggiorno per il suo dolce clima, per l'aria salubre, per il verde delle colline e l'azzurro intenso del mare.
Per il nome Seiano, si tratta molto probabilmente di un toponimo prediale derivante dal nome latino Sejus o Sejanus di una gens Seja è nominata ufficialmente per la prima volta nel marzo del 1306. La località assunse importanza nell'epoca angioina e, dal Cinquecento in poi, ebbe notevole sviluppo, che raggiunse il massimo nel Settecento.
Fortemente accentrato intorno alla chiesa parrocchiale, il villaggio si è allargato verso Vico e Montechiaro (frazione limitrofa).
La sua risorsa principale fu la marina mercantile, particolarmente florida nella metà del XIX secolo, all'epoca della marina a vela: durante questo periodo Seiano contava una flotta mercantile di 21 bastimenti.
Il Santuario della Vergine delle Grazie detta Santa Maria Vecchia (sec. XVI) custodisce molti ex voto.
Oltre a questo santuario è presente anche una chiesa parrocchiale dedicata a San Marco Evangelista e risalente al XVIII secolo.

## Geografia e localizzazione
Questa frazione si trova posta su una collina a strapiombo sul mare (85 m s.l.m.), dove sorge un piccolo agglomerato di case. Seguendo invece una lunga strada in discesa si arriva alla Marina di Seiano, zona che fa sempre parte della frazione di Seiano, dove sorge un piccolo villaggio di pescatori, pressoché disabitato durante il periodo invernale. Quando fu costruita l'antica chiesa del 1790 gli abitanti erano 2300.

## Economia

### Turismo
Questa zona è frequentata soprattutto durante il periodo estivo, quando vengono prese d'assalto le spiagge della Marina di Aequa, dove sorgono numerosi ristoranti, qualche albergo, campeggi. Altri ristoranti e alberghi sono situati nella zona collinare della frazione vicana.
Data l'amenità del luogo negli anni cinquanta la società Montecatini e successivamente la Montedison (unione Montecatini-Edison) realizzarono una Casa di Soggiorno e Cura per i propri dipendenti. La struttura è oggi un albergo.

## Infrastrutture e trasporti

### Strade
La frazione di Seiano è attraversata dalla Strada statale 145 Sorrentina.

### Ferrovie
La stazione di Seiano, posta presso la statale Sorrentina, sorge lungo la ferrovia Torre Annunziata-Sorrento, facente parte della rete Circumvesuviana gestita dall'Ente Autonomo Volturno.
Precedentemente alla costruzione di tale ferrovia, fra il 1906 e il 1946 la località era servita da una fermata della tranvia Castellammare di Stabia-Sorrento.

### Porti
Il porto di Seiano, di modeste dimensioni, in passato era utilizzato soprattutto da pescatori a Marina di Seiano. Con l'allungamento anche del molo, oltre all'attracco degli aliscafi di linea, lo scalo consente oggi l'ormeggio di natanti da diporto.